# Рокитновский район
Роки́тновский район (укр. Рокитнівський район) — упразднённая административная единица на северо-востоке Ровненской области Украины. Административный центр — посёлок городского типа Рокитное.

## География
Площадь — 2350 км².

## История
Район образован 20 января 1940 года. 21 января 1959 года к Рокитновскому району была присоединена часть территории упразднённого Клесовского района.
17 июля 2020 года в результате административно-территориальной реформы был включён в состав Сарненского района.

## Демография
Население района составляет 57 932 человека (2019 г.), в том числе в городских условиях проживают 9167 человек.

## Административное устройство
Количество советов:
- поселковых — 2;
- сельских — 14.

Количество населённых пунктов:
- посёлков городского типа — 2;
- сёл — 37.

## Населённые пункты
Список населённых пунктов района находится внизу страницы